# Стрельцово (Белопольский район)
Стрельцово (укр. Стрільцеве) — село,
Жовтневенский поселковый совет,
Белопольский район,
Сумская область,
Украина.
Код КОАТУУ — 5920655311. Население по переписи 2001 года составляло 32 человека.

## Географическое положение
Село Стрельцово находится на левом берегу реки Вир,
выше по течению примыкает село Пащенково,
ниже по течению на расстоянии в 3 км расположено село Беланы,
на противоположном берегу — село Самара.